# Rosaschneidiger Helmling
Der ungenießbare Rosaschneidige Helmling oder Rosa Helmling (Mycena rosella) ist eine Pilzart aus der Familie der Helmlingsverwandten (Mycenaceae). Es ist ein kleiner, rosa gefärbter Helmling ohne besonderen Geruch und Geschmack. Die Fruchtkörper erscheinen von September bis November in Bergnadelwäldern.

## Merkmale

### Makroskopische Merkmale
Der Hut ist 0,5–1,5 cm breit, jung halbkugelig, dann flach gewölbt und oft leicht gebuckelt. Die glatte, matte Oberfläche ist fast bis zur Mitte dunkler gerieft bis gefurcht und frisch lebhaft rosa bis lachsfarben gefärbt. Die Mitte ist in der Regel dunkler. Der Rand ist scharf und gekerbt.
Die ziemlich entfernt stehenden, untermischten Lamellen sind am Stiel angewachsen oder laufen etwas daran herab. Sie sind hellrosa gefärbt, ihre glatten Schneiden sind kräftiger, dunkel-rosa gefärbt. Das Sporenpulver ist weiß.
Der dünne, zylindrische und hohle Stiel ist 2–4 cm lang und 1–2,5 mm breit. Er ist glatt, fast durchscheinend, recht brüchig und mehr oder weniger rosa gefärbt. An der schwach striegeligen Stielbasis findet man ockerliche Myzelstränge. Das häutig-dünne, weißliche Fleisch ist wässrig und ohne auffallenden Geruch. Es schmeckt ebenso unauffällig mild.

### Mikroskopische Merkmale
Die elliptischen bis apfelkernförmigen Sporen sind 7–12 µm lang und 3–4,5 µm breit. Sie sind amyloid, glatt, mehr oder weniger hyalin und enthalten teilweise Tröpfchen. Die Pleurozystiden sind glatt und haben an ihrer Spitze keine Auswüchse.

## Artabgrenzung
Der in der Regel größere und kräftigere Rosa Rettich-Helmling (Mycena rosea) ist ähnlich rosa gefärbt, hat aber einen deutlichen Rettichgeruch.

## Ökologie
Der Rosaschneidige Helmling kommt in artenreichen Bergmischwäldern mit Fichten, in bodensauren Fichten-Tannen- und in Fichtenwäldern, sowie in Fichten- und Kiefernforsten vor. Unter Nadelbäumen kann man ihn auch in Laub- und Mischwäldern finden. Der Helmling ist ein Streuzersetzer, der oft scharenweise und wie gesät an liegenden Ästchen und in der Nadelstreu zwischen Moosen zu finden ist. Der Pilz mag frische bis feuchte Böden, die alkalisch bis sauer sein können. Er kommt gleichermaßen über kalk- wie über silikatreichem Untergrund vor.
Der Helmling wächst in erster Linie unter Fichten, seltener findet man ihn bei Kiefern und noch seltener unter Tannen. Die Fruchtkörper erscheinen von Ende August bis November mit einem Maximum im Oktober. Besonders häufig sind sie nach den ersten Nachtfrösten.

## Verbreitung

Europäische Länder mit Fundnachweisen des Rosaschneidigen Helmlings.
Legende:
grün = Länder mit Fundmeldungen
cremeweiß = Länder ohne Nachweise
hellgrau = keine Daten
dunkelgrau = außereuropäische Länder.

Der Pilz kommt in Nordamerika (Kanada, USA) und Europa vor. Er ist meridional bis boreal verbreitet, hat aber einen ausgesprochen boreal-montanen Verbreitungsschwerpunkt. In Europa wurde er im Süden in Spanien, Italien, Rumänien, Bulgarien, Griechenland und der Ukraine, im Westen in Frankreich und Großbritannien und in ganz Mitteleuropa (Schweiz, Liechtenstein, Österreich, Ungarn, Deutschland, Tschechien, Polen) nachgewiesen. Aus Osteuropa gibt es Nachweise aus Russland und Weißrussland sowie aus Estland im Nordosten. Der Helmling ist in ganz Fennoskandinavien verbreitet, in Finnland reicht sein Verbreitungsgebiet nordwärts bis zum Polarkreis.
In Deutschland kommt der Helmling vor allem in den Bergnadelwäldern der Alpen und der Mittelgebirge vor, hier kann er aber ortshäufig sein.

## Bedeutung
Der Rosaschneidige Helmling ist kein Speisepilz.